# Paula Ingabire
Paula Ingabire là một người đam mê công nghệ và chính trị gia Rwandan, từng giữ chức Bộ trưởng Bộ Thông tin và Công nghệ Thông tin và Truyền thông, trong Nội các Rwanda, kể từ ngày 18 tháng 10 năm 2018.
Trước cuộc hẹn hiện tại, cô là người đứng đầu sáng kiến Thành phố đổi mới Kigali. Trước đó, cô giữ vị trí Trưởng phòng CNTT tại Ban phát triển Rwanda.
Cô tham gia nội các được cải tổ của Tổng thống Paul Kagame, người đã giảm các thành viên của nội các từ 31 xuống 26. Nội các là 50% phụ nữ làm Rwanda, với Ethiopia, hai quốc gia châu Phi duy nhất có bình đẳng giới trong chính phủ của họ.